# Otwór gruszkowaty

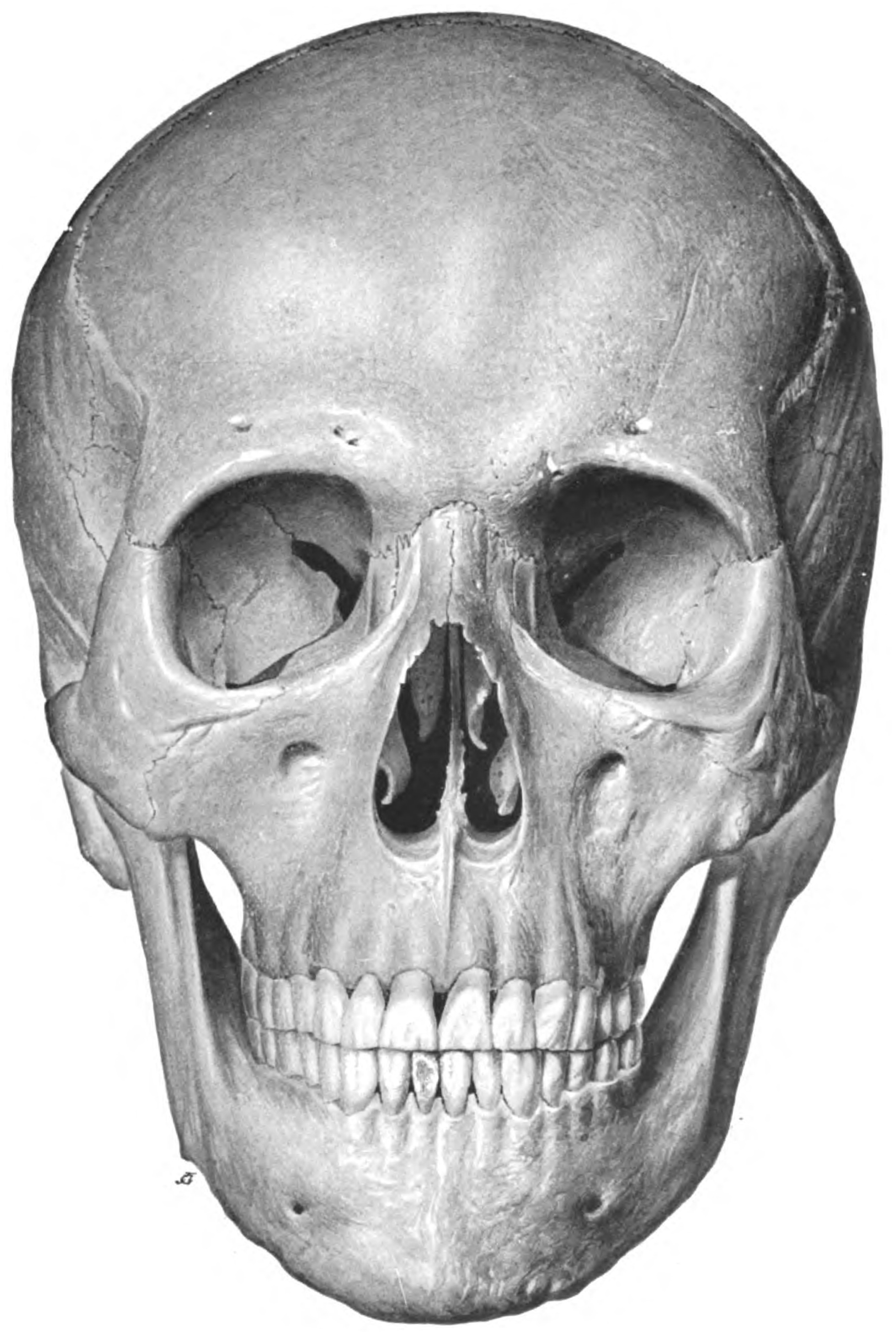
Czaszka człowieka, widok od przodu. Otwór gruszkowaty widoczny w centrum.

Otwór gruszkowaty (łac. apertura piriformis) – w anatomii człowieka otwór w czaszce będący przednim wejściem do kostnej jamy nosowej. Ograniczony jest od góry wolnymi, dolnymi brzegami obu (prawej i lewej) kości nosowych, bocznie i od dołu – kośćmi szczęki. Nazwa otworu pochodzi od jego kształtu, zwężającego się ku górze.